# Aanval op Muiden
De Aanval op Muiden was op 9 mei 1576, een Staatse belegering tijdens de Tachtigjarige Oorlog, gevolgd door een fel ontzet van het regeringsleger. Het ontzet moest een einde maken aan de gemeenschappelijke Geuzen- en burgerbelegering van Muiden onder leiding van gouverneur Diederik Sonoy.

## Aanloop
Sonoy had Willem van Oranje ervan kunnen overtuigen dat het een groot voordeel zou zijn als Muiden in Staatse handen zou vallen. De Geuzen zouden heer en meester zijn in beide delen van de Zuiderzee, delen land onder water kunnen zetten in het Amstelland. Dat zou een gunstige invloed hebben op de Blokkades van Amsterdam.

## Geuzeninval
Sonoy kwam op de vroege morgen op 9 mei met ongeveer 2.500 Geuzen van de Zuiderzee af met zestig of zeventig schepen, waarmee hij Muiden en twee Schansen wilde innemen. Binnen varen in de haven lukte niet omdat de slagboom omlaag stond. Hij wist deze hindernis te overbruggen en succesvol het stadje in te nemen. Er was intussen een menigte uit de omringende dorpen verschenen die zich bij de Geuzen hadden aangesloten, een vrijbuiter dook met een bijl het water in en hakte het slot open, bij zijn terugkeer werd hij echter doodgeschoten. Het slot was echter een groot probleem, Sonoy had geen zwaar geschut om de dikke muren te kunnen bedwingen. Hopman Lienden had zich meteen bij het binnenvaren van de Geuzenvloot met zijn Duitse bezetting op het Muiderslot verschanst met twintig man. Op het slot woonde Paulus van Loo, drost van Muiden Intussen hadden de Geuzen het stadje geplunderd en twee schansen ingenomen, de Schans op de Diemerdijk en de schans bij Muiderberg. Intussen zond Sonoy een brief naar de Staten met het verzoek om twee kartouwen en meer oorlogsschepen, om bij de scheepswrakken voor Amsterdam te leggen. Sonoy hoorde van mensen uit Amsterdam dat Hierges onderweg was met Amsterdamse schutters. Ook was er een vloot onderweg om Muiden te ontzetten. Sonoy besloot daarop te vertrekken, omdat zij tegen een grote overmacht niet lang stand zouden kunnen houden. Admiraal Jan Brat wilde blijven, hij was overtuigd dat het ze wel zou lukken. Sonoy wide er niets van weten.

## Ontzet
Vanuit Utrecht was Hierges onderweg om Muiden te ontzetten.
Hierges trok samen met Ferdinand van Toledo, vijfhonderd Spaanse haakbusschutters en driehonderd Walen maar Muiden. Ook vanuit Amsterdam waren een onbekend aantal schutters naar Muiden getrokken. Admiraal Jan Brat en Sonoy hadden een meningsverschil om te blijven verdedigen, of terugtrekken. Intussen waren de eerste Spanjaarden al ter plaatse. Sonoy besloot de schermutseling aan te gaan, lang genoeg om de Spanjaarden op te houden, zodat de Geuzen hun geschut en volk aan boord konden brengen. De Spanjaarden vielen echter dermate fel aan dat de Geuzen hierdoor gedwongen werden om twee vendels soldaten onder leiding van Simon de Jong achter te laten in de Schans op de Diemerdijk. Intussen waren ook vanuit Utrecht Spanjaarden gearriveerd zodat de Geuzen nu van twee kanten werden bestookt. Middels een reddingsactie met schuiten lukte het toch nog een groot deel van de mannen te redden, ondanks dat de voorhoede al gestorven was door vijandelijk vuur, of diegenen die in het water waren gesprongen en verdronken. Een van de scheepjes was op een zandbank gelopen, al het volk aan boord werd door de Spanjaarden doodgeslagen. Volgens Spaanse bronnen waren daarbij vijf- tot zes honderd Geuzen verdronken in de strijd. Volgens Nederlandse bronnen kwamen tweehonderd om het leven. Sonoy ontkwam met moeite.

## Nasleep
Terug in Holland kreeg Sonoy zware kritiek wegens het falen van de missie . Zijn tegenstanders noemden hem vanwege zijn vlucht, spottend "Dirk van Muiden". Weer anderen beschuldigden hem openlijk van wangedrag. uit onderzoeksrapporten bleek dat Sonoy zelf ook in groot gevaar was. De schuit waarop hij zich bevond was omgeslagen, tweehonderd mannen zijn daarbij verdronken, iemand van het konvooi had hem uit het water moeten vissen. De prins persoonlijk snoerde de monden van de lasteraars. Sonoy wilde met de vloot doorvaren om Entens in Oostmahorn te helpen, maar de Staten van het Noorderkwartier wilden de soldaten voor de verdediging van hun eigen land.